# Michelle Leservoisier
Michelle Leservoisier, née Lhermelin le 8 septembre 1965 à Avranches, est une coureuse de fond française. Elle a remporté la médaille d'or sur le marathon des Jeux de la Francophonie 2001.

## Biographie
Ancienne fumeuse, Michelle décide de se mettre à la course à pied en 1994 afin d'éviter les substituts nicotiniques et de réussir son sevrage. Elle participe à sa première compétition en 1995, un duathlon qu'elle termine troisième à sa propre surprise. Encouragée par ce bon résultat, elle se spécialise par la suite en marathon.
Le 8 avril 2001, elle signe son record personnel sur la distance lors du marathon de Paris avec un temps de 2 h 38 min 11 s et se classe neuvième et troisième Française derrière Zahia Dahmani et Chantal Dällenbach. Engagée aux Jeux de la Francophonie à Ottawa, elle domine le marathon et remporte la médaille d'or en battant la tenante du titre, la Malgache Clarisse Rasoarizay. Avec un temps de 2 h 44 min 0 s, elle établit un nouveau record des Jeux sur la distance du marathon.
Coureuse polyvalente, elle s'essaie ensuite avec succès à la course en montagne et remporte notamment la montée du Grand Ballon en 2002.
En 2003, elle s'essaie à l'ultra-marathon. Prenant le départ des 100 km du Loire-Béconnais, elle remporte la victoire en 8 h 45 min 0 s, terminant à la deuxième place scratch. Le 10 août, elle prend un départ rapide à Sierre-Zinal. Menant la course sur un rythme soutenu, elle est contrainte de lever le pied à Tignousa. Elle se fait doubler par l'Éthiopienne Tsige Worku qui file vers la victoire. Michelle se classe finalement cinquième. Le 7 décembre, elle prend le départ de la SaintéLyon et s'impose en 5 h 51 min 44 s.
Le 23 septembre 2006, elle prend part aux championnats du monde de course en montagne masters courus dans le cadre de la course Saillon-Ovronnaz. Elle remporte le titre dans la catégorie W40,.
En 2009, elle s'inscrit à l'Ultra-Trail du Mont-Blanc. Pour préparer sa course, elle participe au Défi Val-de-Travers en juin et domine la course de bout en bout. Elle s'impose avec vingt minutes d'avance devant la gagnante 2007 Doryane Schick. Elle termine ensuite 28e de l'UTMB.

## Palmarès

### Route
| Année | Compétition                       | Lieu                   | Place | Épreuve       | Performance     |
| ----- | --------------------------------- | ---------------------- | ----- | ------------- | --------------- |
| 1998  | Marathon de Nantes                | Nantes                 | 2e    | Marathon      | 2 h 44 min 44 s |
| 2000  | Marathon de Nantes                | Nantes                 | 2e    | Marathon      | 2 h 42 min 20 s |
| 2000  | Marathon de Reims                 | Reims                  | 2e    | Marathon      | 2 h 40 min 51 s |
| 2001  | Marathon de Paris                 | Paris                  | 9e    | Marathon      | 2 h 38 min 11 s |
| 2001  | Jeux de la Francophonie           | Ottawa                 | 1re   | Marathon      | 2 h 44 min 0 s  |
| 2002  | Seissan-Auch                      | Auch                   | 1re   | Semi-marathon | 1 h 15 min 56 s |
| 2002  | Marathon de Paris                 | Paris                  | 10e   | Marathon      | 2 h 39 min 25 s |
| 2002  | Marathon de Nouvelle-Calédonie    | Nouméa                 | 1re   | Marathon      | 2 h 48 min 56 s |
| 2003  | Les Foulées de Villeurbanne       | Villeurbanne           | 3e    | 10 kilomètres | 36 min 23 s     |
| 2003  | Marathon du Lac d'Annecy          | Annecy                 | 2e    | Marathon      | 2 h 51 min 51 s |
| 2004  | Marathon du Lac d'Annecy          | Annecy                 | 1re   | Marathon      | 2 h 50 min 20 s |
| 2006  | Marathon de Monaco et des Riviera | Monaco                 | 7e    | Marathon      | 3 h 8 min 31 s  |
| 2007  | Les Foulées de Villeurbanne       | Villeurbanne           | 1re   | 10 kilomètres | 36 min 41 s     |
| 2008  | 24 heures de Saint-Fons           | Saint-Fons             | 1re   | 24 heures     | 208,071 km      |
| 2008  | Marathon du Beaujolais            | Villefranche-sur-Saône | 1re   | Marathon      | 3 h 14 min 48 s |

### Course en montagne
| no   | féminin            | Course                                                    | Longueur | Départ            | Temps           |
| ---- | ------------------ | --------------------------------------------------------- | -------- | ----------------- | --------------- |
| 43e  | Médaille d'or      | Montée du Grand Ballon                                    | 13,5 km  | 9 mai 2002        | 1 h 17 min 54 s |
| 76e  | 5e                 | Sierre-Zinal                                              | 31 km    | 10 août 2003      | 3 h 22 min 49 s |
| 67e  | Médaille de bronze | Marathon du Mont-Blanc                                    | 42,2 km  | 27 juin 2004      | 4 h 55 min 34 s |
| 44e  | 5e                 | Marathon de Zermatt                                       | 42,2 km  | 3 juillet 2004    | 4 h 5 min 35 s  |
| 2e   | Médaille d'argent  | Montée du Grand Ballon                                    | 9 km     | 5 mai 2005        | 51 min 41 s     |
| 3e   | Médaille d'argent  | Montée du Grand Ballon                                    | 9 km     | 25 mai 2006       | 50 min 9 s      |
| 18e  | Médaille d'argent  | Montée du Nid d'Aigle                                     | 19,5 km  | 16 juillet 2006   | 2 h 11 min 13 s |
| 1re  | Médaille d'or      | Championnats du monde masters de course en montagne - W40 | 7,9 km   | 23 septembre 2006 | 58 min 2 s      |
| 3e   | Médaille d'or      | Montée du Grand Ballon                                    | 9 km     | 17 mai 2007       | 51 min 56 s     |
| 7e   | Médaille d'or      | Montée du Nid d'Aigle                                     | 19,5 km  | 15 juillet 2007   | 2 h 6 min 34 s  |
| 134e | Médaille de bronze | Marathon du Mont-Blanc                                    | 42,2 km  | 28 juin 2009      | 5 h 25 min 9 s  |
| 80e  | Médaille de bronze | Marathon du Mont-Blanc                                    | 42,2 km  | 27 juin 2010      | 5 h 13 min 0 s  |
| 60e  | Médaille de bronze | Montée du Nid d'Aigle                                     | 19,5 km  | 18 juillet 2010   | 2 h 24 min 17 s |
| 26e  | Médaille d'argent  | Glacier 3000 Run                                          | 26 km    | 7 août 2010       | 2 h 59 min 9 s  |

### Ultra-trail
| no  | féminin            | Course               | Longueur | Départ          | Temps            |
| --- | ------------------ | -------------------- | -------- | --------------- | ---------------- |
| 60e | Médaille d'or      | SaintéLyon           | 65 km    | 7 décembre 2003 | 5 h 51 min 44 s  |
| 21e | Médaille d'argent  | Trail Nivolet Revard | 49 km    | 2 mai 2004      | 5 h 13 min 51 s  |
| 77e | Médaille d'argent  | Trail Nivolet Revard | 49 km    | 3 mai 2009      | 5 h 24 min 21 s  |
| 19e | Médaille d'or      | Défi Val-de-Travers  | 75 km    | 20 juin 2009    | 8 h 15 min 14 s  |
| 75e | Médaille de bronze | 6000D                | 60 km    | 24 juillet 2009 | 7 h 36 min 7 s   |
| 15e | Médaille d'or      | La Barjo             | 100 km   | 21 juin 2015    | 11 h 57 min 25 s |

## Records
| Épreuve        | Épreuve        | Performance     | Date             | Lieu                    |
| -------------- | -------------- | --------------- | ---------------- | ----------------------- |
| 800 mètres     | Plein air      | 2 min 26 s 04   | 5 juillet 2006   | Bourg-en-Bresse         |
| 1 000 mètres   | Plein air      | 3 min 22 s 28   | 23 avril 2005    | Annecy                  |
| 1 500 mètres   | Plein air      | 4 min 45 s 26   | 24 juin 2006     | Le Touquet              |
| 1 500 mètres   | En salle       | 4 min 50 s 31   | 27 janvier 2007  | Aubière                 |
| 3 000 mètres   | Plein air      | 10 min 4 s 47   | 5 mai 2002       | Annecy                  |
| 3 000 mètres   | En salle       | 10 min 27 s 88  | 27 janvier 2007  | Aubière                 |
| 5 000 mètres   | 5 000 mètres   | 17 min 39 s 91  | 11 juin 2006     | Remiremont              |
| 10 000 mètres  | 10 000 mètres  | 36 min 6 s 16   | 2 juin 2001      | Dijon                   |
| 5 kilomètres   | 5 kilomètres   | 18 min 26 s     | 8 décembre 2007  | Sion                    |
| 10 kilomètres  | 10 kilomètres  | 35 min 22 s     | 25 mars 2001     | Échirolles              |
| 15 kilomètres  | 15 kilomètres  | 55 min 8 s      | 28 mars 2004     | Valleiry                |
| 10 miles       | 10 miles       | 1 h 0 min 2 s   | 7 octobre 2001   | Rosny-sous-Bois         |
| 20 kilomètres  | 20 kilomètres  | 1 h 22 min 19 s | 3 juillet 2005   | Auxerre                 |
| Semi-marathon  | Semi-marathon  | 1 h 15 min 58 s | 3 mars 2002      | La Grande-Motte         |
| Marathon       | Marathon       | 2 h 38 min 11 s | 8 avril 2001     | Paris                   |
| 100 kilomètres | 100 kilomètres | 8 h 45 min 0 s  | 15 juin 2003     | Saint-Augustin-des-Bois |
| 6 heures       | 6 heures       | 68,272 km       | 5 septembre 2015 | Ambilly                 |
| 24 heures      | 24 heures      | 208,071 km      | 29 mars 2008     | Saint-Fons              |